# 哈特森維爾 (伊利諾伊州)
哈特森維爾（英語：Hutsonville）是位於美國伊利諾伊州克勞福德縣的一個村落。

## 地理
哈特森維爾的座標為38°06′33″N 87°39′33″W / 38.10917°N 87.65917°W，而該地最高點為海拔高度137米（即449英尺）。

## 人口
根據2010年美國人口普查的數據，哈特森維爾的面積為1.62平方千米，當中陸地面積為1.62平方千米，而水域面積為0.00平方千米。當地共有人口554人，而人口密度為每平方千米341人。